# Obrovac
Obrovac es un municipio de Croacia en el condado de Zadar.

## Geografía
Se encuentra a una altitud de 6 m s. n. m. a 271 km de la capital nacional, Zagreb.

## Demografía
En el censo 2011 el total de población del municipio fue de 4 323 habitantes, distribuidos en las siguientes localidades:
- Bilišane - 176
- Bogatnik - 131
- Golubić - 132
- Gornji Karin - 1 125
- Kaštel Žegarski - 135
- Komazeci - 42
- Krupa - 127
- Kruševo - 1 112
- Muškovci - 100
- Nadvoda - 170
- Obrovac -  996
- Zelengrad - 77

| Gráfica de población de Obrovac 1857-2011                           |
|                                                                     |
| Según los censos de población de la oficina estadística de Croacia. |